# Electric Bond and Share Company
Ebasco Services (ранее англ. EBASCO, Electric Bond and Share Company) — изначально являлась холдинговой компанией, основанной General Electric в 1905 году. Она занималась торговлей ценными бумагами энергетических компаний. Позже стала предоставлять услуги консалтинга и генерального подрядчика в области электроэнергетики.

## История
Была создана для финансирования строительства длинных линий электропередач и электростанций в удаленных регионах страны.
В 1924 Ebasco была крупнейшим холдингом страны в области генерации электроэнергии с долей в 13 % и контролировала значительное количество компаний.
Компания была реструктурирована после вступления в силу закона о холдинговых компаниях предприятий общественного обслуживания 1935 года.
В период с 1938 по 1947 год акции EBASCO (EBS) входили в состав базы расчета индекса Dow Jones Utility Average (DJUA).
Позднее стала известна как EBASCO Services, занимаясь консультированием в строительной и инженерной сферах. Компания EBASCO была продана фирме Raytheon в 1993 и стала частью её дочерней компании Raytheon Engineers & Constructors.

## Атомная энергетика
Помимо прочих проектов, c 1965 года компания EBASCO участвовала в качестве «architect-engineer» (функция таких компаний заключается в координации и объединении различных частей проекта АЭС, содействия в разработке технических условий для оборудования и материально-техническом снабжении) и генерального подрядчика в сооружении множества АЭС, в том числе АЭС Фукусима I (блоки 1, 2 и 6, architect-engineer).
Входила в число 5 крупнейших фирм «architect-engineer» США.